# Sonate K. 276
La sonate K. 276 (F.224/L.S.20) en fa majeur est une œuvre pour clavier du compositeur italien Domenico Scarlatti.

## Présentation
La sonate K. 276 en fa majeur, notée Allegro, est la dernière d'un triptyque avec les sonates K. 274 et 275, de même tonalité, que les manuscrits de Münster et Vienne regroupent en un seul numéro (5, 5a et 5b). Passées l'ouverture et la première séquence, la sonate est presque exclusivement en mineur, si ce n'est une courte coda de treize mesures pour revenir au fa majeur initial.

## Manuscrits

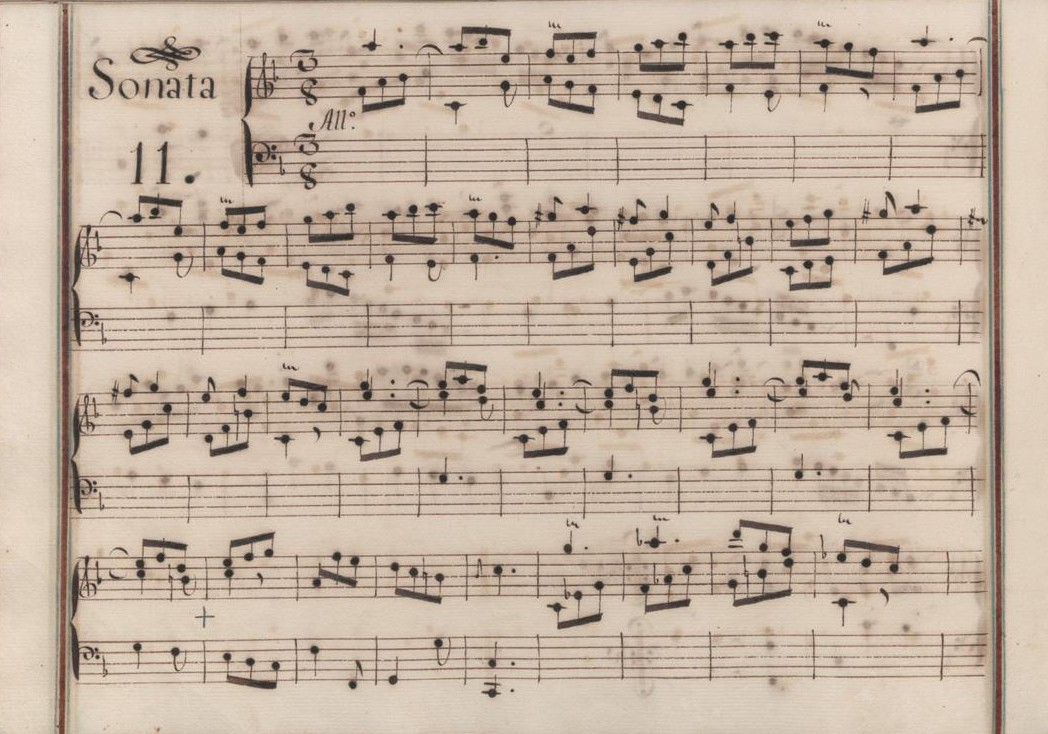
Début de la sonate, extraite du volume V du manuscrit de Venise.

Le manuscrit principal est le numéro 11 du volume V (Ms. 9776) de Venise (1756), copié pour Maria Barbara ; l'autre étant le troisième numéro de Parme VII (Ms. A. G. 31412). Les autres sources manuscrites sont Münster V 5b (Sant Hs 3968) et Vienne A 5b (VII 28011 A).

## Interprètes
Au piano, la sonate K. 276 est défendue par Carlo Grante (Music & Arts, vol. 3) et Soyeon Lee (2017, Naxos, vol. 21) ; au clavecin, elle est enregistrée par Luciano Sgrizzi (1964, Decca/Accord), Scott Ross (1985, Erato), Władysław Kłosiewicz (1997, CD Accord), Richard Lester (2002, Nimbus, vol. 2) et Pierre Hantaï (2005, Mirare, vol. 3).

## Sources
: document utilisé comme source pour la rédaction de cet article.
- Ralph Kirkpatrick (trad. de l'anglais par Dennis Collins), Domenico Scarlatti, Paris, Lattès, coll. « Musique et Musiciens », 1982 (1re éd. 1953 (en)), 493 p. (OCLC 954954205, BNF 34689181).
- Alain de Chambure, « Domenico Scarlatti : Intégrale des sonates — Scott Ross », p. 204, Erato (2564-62092-2), 1985 (OCLC 891183737) .
- (en) W. Dean Sutcliffe, The Keyboard Sonatas of Domenico Scarlatti and Eighteenth-Century Musical Style, Cambridge / New York, Cambridge University Press, 2008, xi-400 (ISBN 978-0-521-07122-2, OCLC 1005658462).